# Franck Prévot
Pour les articles homonymes, voir Prévot.
Franck Prévot, né le 10 mai 1968 à Bourg-en-Bresse (Ain) et mort le 27 mai 2020 à Valence (Drôme), est un écrivain français de littérature jeunesse.

## Biographie
Franck Prévot a commencé ses études d’écriture dès le cours préparatoire et les a continuées sans relâche jusqu’à une école supérieure de commerce ainsi qu’à l’IUFM de Valence. Passé maître (de CM2) en 1999 et devenu papa en 2000, il redécouvre la littérature de jeunesse avec ses élèves et ses enfants. Il publie ses deux premiers livres chez Le Buveur d’encre et aux éditions du Rouergue en 2003. Depuis, il se régale des rencontres que lui offrent ses albums et ses romans, parce que raconter des histoires, parler des livres avec ceux qui les font ou avec ceux qui les lisent, jouer avec les mots sont choses dont il raffole.

## Œuvres
- Tout allait bien..., Editions Le buveur d'encre, 2003
- Un amour de verre, ill. de Stéphane Girel. Éditions du Rouergue, 2003
- Ninette, ill. de Stéphane Girel. Grandir, 2004
- Voleuse !, ill. de Sandrine Martin. Le Baron Perché, 2006
- Les p’tits cailloux, ill. de Régis Lejonc. Grandir, 2007
- Papa contre Trucman, ill. de Laurianne. Éditions l’Édune, 2007
- Rien à voir, ill. de Stéphane Girel. Le Rouergue, 2007
- Les pensées sont des fleurs comme les autres, ill. de Régis Lejonc. Éditions l’Édune, 2008
- Ibou Min’ et les tortues de Bolilanga, ill. de Delphine Jacquot. Éditions Thierry Magnier, 2009
- Les tortues de Bolilanga. Éditions Thierry Magnier, 2009
- Pensées sauvages pour enfants cultivés, ill. de Jean-François Martin. Éditions l’Édune, 2009
- Les Indiens, ill. de Régis Lejonc. Éditions l’Édune, 2009
- Pensées cachées. Éditions La Maison est en carton, 2009
- Voleuse !, ill. de Sandrine Martin. Éditions Thierry Magnier, mars 2010 (réédition)
- Paradiso, ill. de Carole Chaix. Éditions L'Édune, septembre 2010
- Des pensées sans compter, ill. de Martin Jarrie, Éd. l'Édune, 2011
- Le Roman de Râ, Editions Thierry Magnier, mai 2013
- Lumières : l'"Encyclopédie" revisitée, 1713-2013[2], textes de Franck Prévot, illustrations de onze illustrateurs dont Martin Jarrie, Régis Lejonc, Charles Dutertre, Éd. l'Édune, 2013 - Publié pour le tricentenaire de la naissance de Denis Diderot -  Fait l'objet d'une exposition au même nom.
- Enzo et le monstre du plafond, ill. de Clotilde Perrin, Editions Hatier 2015
- Je serai cet humain qui aime et qui navigue, ill. de Stéphane Girel, HongFei Cultures mai 2016
- Le Roman de Kiki, Editions Edilivre août 2016
- Oddvin, le prince qui vivait dans deux mondes, texte Franck Prévot, illustrations Régis Lejonc, HongFei Cultures, 2018

## Quelques récompenses
- Prix Paille en Queue 2012[3]du Salon du Livre jeunesse de l'océan Indien, pour Paradiso, illustrations de Carole Chaix

## LeFeuilleton des incos
En novembre 2012, Franck Prévot participe au Feuilleton des incos avec plusieurs classe de sixièmes, (6B, 6D, 6E du collège Jean-Claude Sescousse de Saint Vincent de Tyrosse, ...) sur son livre Le roman de Râ en communiquant les aventures de ce personnage toutes les deux semaines avec les commentaires des collégiens toutes les deux semaines également. À la fin cette histoire, les élèves parlent avec l'éditrice pour apprendre la confection des livres. Ensuite ils ont rencontré Franck Prévot. Le roman de Râ a été publié début mai 2013.